# Relmuis

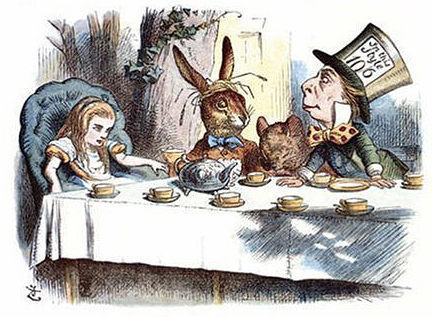
De zevenslaper op de tea party in Alice in Wonderland

De relmuis of zevenslaper (Glis glis) is een knaagdier uit de familie van de slaapmuizen (Gliridae).

## Kenmerken
De relmuis is de grootste slaapmuis van Europa. De lengte kan variëren van 13 tot 19 centimeter, en het gewicht tussen de 70 en de 200 gram. De pluimstaart is iets korter dan het dier zelf, circa 12 tot 15 centimeter. Relmuizen hebben een grijsbruine vacht. Over de rug loopt een vage donkere streep. De buikzijde is iets lichter van kleur. De kop heeft een donkere ring om de ogen, maar het is niet een masker zoals bij de eikelmuis.

## Verspreiding en leefgebied
Relmuizen komen in Zuid- en Midden-Europa voor, van Noord-Spanje tot België, oostwaarts tot de Wolga. In de Pyreneeën kunnen de dieren tot op een hoogte van 2000 meter worden gevonden. De soort is in 1902 ingevoerd in Engeland. In Nederland, Scandinavië en het grootste deel van het Iberisch Schiereiland komt de relmuis niet voor. In België komt de soort enkel voor in de Gaume, in het uiterste zuiden van het land.
Ze leven in volwassen loofbossen, parken, tuinen, boomgaarden en andere boomrijke gebieden, zowel op vlak als heuvelachtig terrein. De relmuis is een echte boombewoner, die zich voornamelijk in de kruinen van bomen ophoudt. Het is dan ook een goede klimmer. Ook op zolders komen ze voor, waar ze luidruchtig kunnen zijn. Ze zijn moeilijk te verdelgen.

## Leefwijze

### Voedsel en gedrag
De relmuis is een nachtdier. Hij eet noten, zaden, vruchten, paddenstoelen, schors en insecten. Daarnaast plunderen ze zo nu en dan nesten van vogels, op zoek naar eieren en jonge vogels. In de zomer legt de relmuis een nest van mossen en vezels aan in de boomkruin, dicht bij de boomstam. Tot acht dieren kunnen gebruik maken van deze nesten. De relmuis is een sociaal dier dat leeft in los groepsverband.

### Winterslaap
Net als andere slaapmuizen houdt hij een winterslaap. Deze duurt van oktober tot mei (zeven maanden lang, vandaar de naam "zevenslaper"). De winterslaap wordt gehouden in een holle boom, een holte in een muur, een nestkastje of in een ondergronds hol, tot op een diepte van zestig centimeter. In de aanloop naar de winterslaap kweekt de relmuis een dikke vetlaag, waardoor hij soms wel tot 300 gram kan wegen. Tijdens de winterslaap verliest hij zo'n vijftig procent van zijn lichaamsgewicht.

### Voortplanting
De paartijd valt van juni tot augustus. Een vrouwtje krijgt na een draagtijd van 31 dagen een worp van twee tot negen jongen. Vlak na de geboorte zijn de jongen nog naakt en blind, net als bij muizen. Een relmuis kan maximaal zeven jaar oud worden.

## Als lekkernij
De relmuis gold bij de Oude Romeinen als een lekkernij. De dieren werden gehouden en vetgemest in potten, gliraria genaamd. Als de dieren vet genoeg waren, werden ze gelakt met honing of gevuld met varkensvlees, gebraden en opgegeten. Tot vandaag worden relmuizen gegeten in Slovenië en Kroatië.

## De zevenslaper in de literatuur
In hoofdstuk zeven van het boek Alice's Adventures in Wonderland van Lewis Carroll treedt de zevenslaper (dormouse) op als een van de gasten bij het theefeestje.